# Legião Cívica 5 de Julho
A Legião Cívica 5 de Julho, também conhecida como  Legião 5 de Julho foi uma organização política apartidária, surgida em 1931, dentro do movimento de criação de "legiões revolucionárias" em todo o país, liderado pelos “tenentes”. Tinha sede no Rio de Janeiro, e uma filial em São Paulo.
Seu objetivo era lutar pela renovação política, social, cultural e econômica iniciada com as revoltas tenentistas de 1922 e 1924 e com a Revolução de 3 de outubro de 1930. Desapareceu em 1934.
O nome dado à organização se refere à data na qual eclodiram os movimentos tenentistas de 1922 e de 1924, ou seja, o Levante do Forte de Copacabana e a Rebelião em São Paulo.
Seu principal líder foi o coronel Filipe Moreira Lima, irmão de Lourenço Moreira Lima, conhecido por sua participação na Coluna Prestes, da qual foi historiador. Outros integrantes da organização foram: Amoaci Niemeyer, Aldemar Alegria e Eustáquio Alves, autor de "Misérias da política", publicado em 1933.
Ao lado de outras legiões revolucionárias, os “tenentes” combateram em todo o país a causa da reconstitucionalização, defendida pelos paulistas na Revolução de 1932.
Em novembro de 1932, a Legião 5 de Julho patrocinou no Rio de Janeiro a organização do I Congresso Nacional Revolucionário, com o principal objetivo de “coordenar a ação e o pensamento revolucionários” e de unificar as diversas correntes fiéis à Revolução em torno de um programa comum.
A comissão encarregada da preparação do encontro foi formada pelos legionários Fróis da Fonseca, Décio Dantas Maciel, Aldemar Alegria, Bartolomeu Barbosa, Clóvis da Nóbrega, Eustáquio Alves e Edmundo Muniz Brito.
No dia 15 de novembro, o congresso foi instalado, sob a presidência de Pedro Ernesto Batista, então interventor no Rio de Janeiro. Também participaram do evento a Legião Paranaense, a Ação Integralista Brasileira (AIB), o Partido Liberal Socialista e o Partido Popular Paulista, ambos de São Paulo, além do Clube 3 de Outubro, o mais expressivo núcleo do tenentismo após 1930.
Na ocasião, a Legião 5 de Julho apresentou  seu programa, com mais de 15 itens, que seriam as “aspirações mínimas revolucionárias”, entre elas:
- a difusão ampla e uniforme da instrução pública, com especial atenção para a educação profissional e cívica;
- a atribuição ao Exército da instrução cívica e do fabrico do material bélico e militar;
- a sanção de leis sociais de proteção às classes proletárias e trabalhadoras em geral;
- o apoio à sindicalização das classes e ao cooperativismo;
- a introdução do imposto territorial progressivo;
- a extinção do latifúndio, tornando-se a terra acessível a todos;
- a adoção do regime parlamentar, e;
- a formação em São Paulo de um governo estadual civil e revolucionário.

Durante o congresso foi fundado o Partido Socialista Brasileiro (1932-1937), cuja comissão executiva eleita foi composta por: Pedro Ernesto (presidente), o major Juarez Távora, o coronel Filipe Moreira Lima, o capitão Carlos Amoreti Osório, Castro Afilhado, Francisco Giraldes e Ilca Labarte.
No decorrer das discussões em torno das teses a serem aprovadas, a AIB, em sinal de protesto, retirou-se da reunião.
Com a marcação das eleições para a Assembleia Nacional Constituinte, para 3 de maio de 1933, as atividades revolucionárias foram gradativamente deslocadas das "legiões revolucionárias" para as organizações partidárias que começaram a ressurgir no final de 1932 e início de 1933.
Nesse contexto, a Legião 5 de Julho afirmou que daria inteira liberdade a seus integrantes para que se incorporassem a qualquer dos partidos revolucionários organizados para fins eleitorais, cumprindo-lhes, porém, defenderem o programa legionário, em especial, por dois itens considerados fundamentais: o divórcio a vínculo (consequência lógica da emancipação da mulher), e a manutenção do Estado laico.
A partir de 1934, com o declínio do tenetismo, começaram a surgir atritos entre os “tenentes” e o Exército hierárquico, tendo à frente o general Góis Monteiro, ministro da Guerra.
Em maio de 1934, ocorreu um incidente entre Góis e Pedro Ernesto, acusado de fazer propaganda política nos quartéis. Em julho, a polícia prendeu membros do Clube 3 de Outubro e invadiu a sede da Legião 5 de Julho, que pouco depois se dissolveu.

## Em São Paulo
No dia 1º de novembro de 1932, portanto, após a derrota da Revolução Constitucionalista de 1932, foi fundada uma "Legião Cívica 5 de Julho" em São Paulo, "com correspondência e reciprocidade com a de igual nome no Distrito Federal e as que existem ou forem criadas em outros Estados da União".
Seu Conselho Diretor era composto pelo engenheiro Octávio Ramos, pelo 2º tenente José Alves de Brito Branco, pela professora primária Luíza Peçanha Camargo Brito Branco (esposa do tenente) e pelo advogado Pedro de Alcântara Tocci.
Seus integrantes:
- exaltavam um republicanismo popular e avançado que deveria romper com o tradicionalismo da República Velha;
- defendiam a unidade do Brasil contra o separatismo paulista;
- defendiam o acesso à educação, a emancipação feminina, a liberdade de culto e de consciência religiosa, o fortalecimento dos sindicatos e do cooperativismo e um socialismo subordinado “às necessidades e realidades nacionais.

Entre seus integrantes, predominavam os oriundos da das classes trabalhadoras assalariadas.